# Анучин, Сергей Андреевич
Сергей Андреевич Анучин (15 октября 1889 года — 17 августа 1956 года) — организатор образования в РККА, кандидат технических наук, военный комиссар Уральского военного округа, подпоручик.

## Биография
Родился в семье рабочего (по другим данным из мещан) или торговцев). Дом, где он родился, отмечен мемориальной доской (сейчас по улице Ленина, дом 46). Мать его умерла в 1891. В 1904—1909 учится на строительном факультете Уральского горного училища. Уже на первом курсе примкнул к кружку марксистского направления, распространял на Берёзовском заводе прокламации и нелегальную литературу. Отец потребовал прекратить бунтарство, в октябре 1905 порывает с отцом. Зарабатывает на пропитание разгрузкой вагонов, учится, поднадзорный с 1908. Работал в Екатеринбурге (в том числе на строительстве городского театра, железной дороги и депо станции Кизел, здания епархиального училища).
В 1914—1917 служил в царской армии, участник Первой мировой войны. Член РКП(б) с 1917, участвовал в революционной работе в Екатеринбурге. После Февральской революции — председатель полкового комитета. Принимал участие в борьбе за установление власти большевиков в стране. Делегат съезда фронтовиков в ноябре 1917 в Минске, участник заседания Всероссийского учредительного собрания в январе 1918. Был избран председателем армейского Совета, назначен командующим 3-й армией Западного фронта. С марта 1918 член Уральского областного военного комиссариата, с мая — комиссар Уральского военного округа, член революционного штаба Уральской области и Екатеринбурга (с июля 1918 одновременно — комиссар и член коллегии Северо-Урало-Сибирского фронта). Был отозван в Москву и назначен начальником политического отдела 10-й армии Юго-Восточного фронта. После размещения в Екатеринбурге Академии генерального штаба контролировал её деятельность, подбирал кандидатуры для краткосрочного обучения. С перемещением штаба и управления Уральского военного округа в Пермь, Вятку и Пензу участвовал в военно-организаторской и политической работе (в Вятке был членом губернского военкомата). В 1920 начальник политотдела 9-й и 4-й армий, помощник командующего войсками Терской области по политической части, член РВС Южного фронта.
После Гражданской войны вернулся в Екатеринбург, затем был переведён в Москву. ЦК партии направляет председателем правления Екатеринбургского губернского Совета народного хозяйства. Но на Урале проработал всего 2 года, затем отозван в Москву на пост председателя правления Шёлкотреста, одновременно учится в Московском текстильном институте. После успешного окончания института переходит на работу в это учебное заведение, на должность доцента кафедры прядения шёлка. Преподавал, занимался научной работой, имеет 25 научных трудов, монографий, учебников по технологии искусственного и натурального шёлка, защитил диссертацию. Умер от инфаркта.

## Звания
- подпоручик.

## Награды
- орден Красного Знамени (1921);
- медаль За трудовую доблесть (1953).

## Публикации
- На первом этапе // В боях и походах. Воспоминания участников гражданской войны. — Свердловск. — 1959.